# Saison 2015-2016 de l’Étoile noire
Saison suivante
La saison 2015-2016 de l’Étoile noire de Strasbourg est la 10e du club dans l'élite du hockey français.

## Transferts
| Nom               | Nationalité         | Poste     | Provenance                      | Division     |
| ----------------- | ------------------- | --------- | ------------------------------- | ------------ |
| Kevin Sullivan    | États-Unis          | Attaquant | Royals de Reading               | ECHL         |
| Jake Suter        | États-Unis / Canada | Défenseur | Stingrays de la Caroline du Sud | ECHL         |
| Joey de Concilys  | Canada              | Défenseur | Bears de Brown                  | NCAA         |
| Johan Saint-André | France              | Attaquant | Dragons de Rouen                | Ligue Magnus |
| Maxim Belov       | France / Russie     | Défenseur | Dogs de Cholet                  | Division 1   |
| Michal Petrák     | Tchéquie            | Attaquant | Gamyo Épinal                    | Ligue Magnus |

| Nom            | Nationalité      | Poste          | Destination                | Division     |
| -------------- | ---------------- | -------------- | -------------------------- | ------------ |
| Ken Peroff     | Canada           | Défenseur      | ignorée                    | ignorée      |
| Peter Bourgaut | France           | Attaquant      | Diables rouges de Briançon | Ligue Magnus |
| Ben Danford    | États-Unis       | Défenseur      | Kristianstads IK           | Hockeyettan  |
| Jordy Anglés   | Espagne / France | Attaquant      | Spartiates de Marseille    | Division 2   |
| Pierre Bougé   | France           | Défenseur      | arrêt                      | -            |
| Preston Shupe  | Canada           | Attaquant      | Székesfehérvár II          | ignorée      |
| Gilles Beck    | France           | Gardien de but | Lions de Wasquehal         | Division 2   |
| Ján Cibuľa     | Slovaquie        | Attaquant      | MHk 32 Liptovský Mikuláš   | 1. liga      |

## Effectif
| No    | Nom                 | Nat. | Position  | Arrivée                                |
| ----- | ------------------- | ---- | --------- | -------------------------------------- |
| +001, | Baptiste Goetz      |      | Gardien   | Formé au club                          |
| +050, | Vladimír Hiadlovský |      | Gardien   | 2008 - Remparts de Tours               |
| +007, | Pierrick Hoehe      |      | Défenseur | Formé au club                          |
| +008, | David Stříž         |      | Défenseur | 2009 - IF Troja-Ljungby                |
| +011, | Joey de Concilys    |      | Défenseur | 2015 - Bears de Brown                  |
| +020, | Jake Suter          |      | Défenseur | 2015 - Stingrays de la Caroline du Sud |
| +027, | Matt Bruneteau      |      | Défenseur | 2014 - Road Warriors de Greenville     |
| +055, | Maxim Belov         |      | Défenseur | 2015 - Phénix de Reims                 |
| +057, | Jake Goldberg       |      | Défenseur | 2014 - Bears de Brown                  |
| +082, | Colin Morillon      |      | Défenseur | Formé au club                          |
| +009, | Élie Marcos – C     |      | Attaquant | 2008 - Gothiques d'Amiens              |
| +012, | Julien Baeumlin     |      | Attaquant | 2012 - Hockey Club Bâle U20            |
| +013, | Anthony Goncalves   |      | Attaquant | 2014 - Dragons de Rouen                |
| +018, | Thomas Mathieu      |      | Attaquant | 2012 - Scorpions de Mulhouse           |
| +021, | Tarik Chipaux       |      | Attaquant | 2014 - Scorpions de Mulhouse           |
| +025, | Valentin Michel     |      | Attaquant | 2014 - Ducs d'Angers                   |
| +040, | Michal Petrák       |      | Attaquant | 2015 - Gamyo Épinal                    |
| +045, | Julien Burgert – A  |      | Attaquant | Formé au club                          |
| +058, | Sébastien Trudeau   |      | Attaquant | 2013 - Grizzlies de l'Utah             |
| +072, | Kevin Sullivan      |      | Attaquant | 2015 - Royals de Reading               |
| +079, | Johan Saint-André   |      | Attaquant | 2015 - Dragons de Rouen                |
| +089, | Ján Pardavý – A     |      | Attaquant | 2013 - Dukla Trenčín                   |
| +097, | Nathan Grabherr     |      | Attaquant | Formé au club                          |

## Compétitions

### Pré-saison
| # | Date          | Domicile   | Score | Extérieur  | Pr./TF | Affluence | Bilan | FM  |
| - | ------------- | ---------- | ----- | ---------- | ------ | --------- | ----- | --- |
| 1 | 18 août       | Épinal     | 2-3   | Strasbourg |        | -         | 1-0   | -   |
| 2 | 21 août       | Strasbourg | 2-4   | Épinal     |        | -         | 1-1   | -   |
| 3 | 25 août       | Dijon      | 5-1   | Strasbourg |        | -         | 1-2   | -   |
| 4 | 29 août       | Mulhouse   | 1-0   | Strasbourg |        | -         | 1-3   | -   |
| 5 | 30 août       | Heilbronn  | 5-4   | Strasbourg | TF     | -         | 1-4   | -   |
| 6 | 1er septembre | Strasbourg | 1-2   | Mulhouse   | Pr.    | 463       | 1-5   | MP6 |
| 7 | 5 septembre   | Strasbourg | 5-1   | Dijon      |        | 401       | 2-5   | MP7 |

### Ligue Magnus

#### Saison régulière

##### Résultats
| #  | Date         | Domicile                 | Score | Extérieur                | Pr. / TF | Affluence | Points cumulés | % de victoires | Feuille de match | Classement |
| -- | ------------ | ------------------------ | ----- | ------------------------ | -------- | --------- | -------------- | -------------- | ---------------- | ---------- |
| 1  | 19 septembre | Grenoble                 | 3-4   | Strasbourg               |          | 2 600     | 3              | 100            | J1               | 5e         |
| 2  | 26 septembre | Strasbourg               | 5-4   | Angers                   | Pr.      | 723       | 5              | 100            | J2               | 3e         |
| 3  | 3 octobre    | Gap                      | 3-2   | Strasbourg               | TF       | 1 738     | 6              | 66,7           | J3               | 3e         |
| 4  | 10 octobre   | Strasbourg               | 3-1   | Chamonix                 |          | 1 083     | 9              | 75,0           | J4               | 1er        |
| 5  | 17 octobre   | Lyon                     | 3-2   | Strasbourg               |          | 2 588     | 9              | 60,0           | J5               | 4e         |
| 6  | 24 octobre   | Strasbourg               | 2-3   | Briançon                 |          | 1 027     | 9              | 50,0           | J6               | 8e         |
| 7  | 31 octobre   | Morzine-Avoriaz-Les Gets | 0-3   | Strasbourg               |          | 650       | 12             | 57,1           | J7               | 7e         |
| 8  | 21 novembre  | Épinal                   | 4-3   | Strasbourg               |          | 1 500     | 12             | 50,0           | J9               | 4e         |
| 9  | 27 novembre  | Strasbourg               | 1-5   | Rouen                    |          | 1 187     | 12             | 44,4           | J10              | 5e         |
| 10 | 29 novembre  | Brest                    | 3-2   | Strasbourg               |          | 842       | 12             | 40,0           | J11              | 7e         |
| 11 | 4 décembre   | Strasbourg               | 3-2   | Dijon                    | Pr.      | 1 376     | 14             | 45,5           | J12              | 8e         |
| 12 | 7 décembre   | Strasbourg               | 5-4   | Bordeaux                 |          | 832       | 17             | 50,0           | J8               | 10e        |
| 13 | 11 décembre  | Amiens                   | 3-4   | Strasbourg               | Pr.      | 2 845     | 19             | 53,8           | J13              | 8e         |
| 14 | 23 décembre  | Strasbourg               | 5-3   | Amiens                   |          | 1 352     | 22             | 57,1           | J14              | 7e         |
| 15 | 27 décembre  | Dijon                    | 2-4   | Strasbourg               |          | 593       | 25             | 60,0           | J15              | 6e         |
| 16 | 30 décembre  | Strasbourg               | 4-5   | Brest                    | Pr.      | 1 493     | 26             | 56,3           | J16              | 7e         |
| 17 | 5 janvier    | Rouen                    | 7-1   | Strasbourg               |          | 1 961     | 26             | 52,9           | J17              | 7e         |
| 18 | 8 janvier    | Strasbourg               | 3-4   | Épinal                   |          | 1 650     | 26             | 50,0           | J18              | 8e         |
| 19 | 12 janvier   | Bordeaux                 | 3-4   | Strasbourg               |          | 2 750     | 29             | 52,6           | J19              | 7e         |
| 20 | 16 janvier   | Strasbourg               | 3-2   | Morzine-Avoriaz-Les Gets |          | 1 492     | 32             | 55,0           | J20              | 7e         |
| 21 | 19 janvier   | Briançon                 | 4-5   | Strasbourg               |          | 1 452     | 35             | 57,1           | J21              | 7e         |
| 22 | 23 janvier   | Strasbourg               | 7-5   | Lyon                     |          | 1 520     | 38             | 59,1           | J22              | 7e         |
| 23 | 29 janvier   | Chamonix                 | 4-1   | Strasbourg               |          | 924       | 38             | 56,5           | J23              | 7e         |
| 24 | 31 janvier   | Strasbourg               | 1-6   | Gap                      |          | 1 437     | 38             | 54,2           | J24              | 8e         |
| 25 | 2 février    | Angers                   | 6-1   | Strasbourg               |          | 1 100     | 38             | 52,0           | J25              | 8e         |
| 26 | 6 février    | Strasbourg               | 2-3   | Grenoble                 |          | 1 602     | 38             | 52,0           | J26              | 8e         |

##### Classement
| Clt   | Équipe                   | PJ | V  | VP | D  | DP | BP  | BC  | Diff | Pts |
| ----- | ------------------------ | -- | -- | -- | -- | -- | --- | --- | ---- | --- |
| +001, | Gap                      | 26 | 17 | 3  | 5  | 1  | 106 | 76  | +30  | 58  |
| +002, | Épinal                   | 26 | 16 | 5  | 4  | 1  | 100 | 64  | +36  | 56  |
| +003, | Angers                   | 26 | 18 | 0  | 7  | 1  | 110 | 84  | +26  | 55  |
| +004, | Grenoble                 | 26 | 16 | 1  | 6  | 3  | 110 | 75  | +35  | 53  |
| +005, | Rouen                    | 26 | 16 | 1  | 8  | 1  | 114 | 73  | +41  | 51  |
| +006, | Brest                    | 26 | 12 | 4  | 10 | 0  | 72  | 82  | -10  | 44  |
| +007, | Amiens                   | 26 | 12 | 1  | 11 | 2  | 89  | 87  | +2   | 40  |
| +008, | Strasbourg               | 26 | 10 | 3  | 11 | 2  | 80  | 92  | -12  | 38  |
| +009, | Bordeaux                 | 26 | 9  | 3  | 12 | 2  | 87  | 89  | -2   | 35  |
| +010, | Chamonix                 | 26 | 8  | 0  | 15 | 3  | 71  | 84  | -13  | 27  |
| +011, | Briançon                 | 26 | 6  | 2  | 16 | 2  | 76  | 101 | -25  | 24  |
| +012, | Lyon                     | 26 | 6  | 1  | 16 | 3  | 67  | 107 | -40  | 23  |
| +013, | Morzine-Avoriaz-Les Gets | 26 | 5  | 1  | 17 | 3  | 69  | 107 | -38  | 20  |
| +014, | Dijon                    | 26 | 4  | 2  | 17 | 3  | 73  | 103 | -30  | 19  |

- Meilleure équipe de la saison régulière
- Qualifié pour les séries
- Dispute la poule de maintien

##### Statistiques
| Équipe                   | MJ | Supériorité numérique | Supériorité numérique | Supériorité numérique | Supériorité numérique | Infériorité numérique | Infériorité numérique | Infériorité numérique | Infériorité numérique |
| Équipe                   | MJ | BPSup                 | NS                    | %                     | BCSup                 | BCInf                 | NI                    | %                     | BPInf                 |
| ------------------------ | -- | --------------------- | --------------------- | --------------------- | --------------------- | --------------------- | --------------------- | --------------------- | --------------------- |
| Amiens                   | 26 | 20                    | 104                   | 19,23                 | 1                     | 25                    | 117                   | 78,63                 | 4                     |
| Angers                   | 26 | 24                    | 118                   | 20,34                 | 5                     | 16                    | 112                   | 85,71                 | 0                     |
| Bordeaux                 | 26 | 20                    | 70                    | 18,18                 | 4                     | 18                    | 92                    | 80,43                 | 2                     |
| Brest                    | 26 | 17                    | 64                    | 17,89                 | 3                     | 16                    | 111                   | 85,59                 | 1                     |
| Briançon                 | 26 | 17                    | 74                    | 16,50                 | 5                     | 23                    | 115                   | 80,00                 | 5                     |
| Chamonix                 | 26 | 15                    | 91                    | 11,54                 | 8                     | 10                    | 95                    | 89,47                 | 5                     |
| Dijon                    | 26 | 10                    | 71                    | 8,77                  | 2                     | 27                    | 147                   | 81,63                 | 9                     |
| Épinal                   | 26 | 25                    | 92                    | 17,36                 | 1                     | 19                    | 92                    | 79,35                 | 4                     |
| Gap                      | 26 | 23                    | 71                    | 23,47                 | 2                     | 12                    | 92                    | 86,96                 | 5                     |
| Grenoble                 | 26 | 22                    | 60                    | 24,18                 | 1                     | 23                    | 122                   | 81,15                 | 5                     |
| Lyon                     | 26 | 28                    | 81                    | 24,35                 | 5                     | 31                    | 151                   | 79,47                 | 2                     |
| Morzine-Avoriaz-Les Gets | 26 | 12                    | 58                    | 13,33                 | 6                     | 32                    | 131                   | 75,57                 | 6                     |
| Rouen                    | 26 | 21                    | 81                    | 17,21                 | 4                     | 12                    | 100                   | 88,00                 | 3                     |
| Strasbourg               | 26 | 29                    | 135                   | 21,48                 | 7                     | 19                    | 92                    | 79,35                 | 3                     |

Date de mise à jour : 7 février 2016

#### Séries éliminatoires

##### Tableau
|  | Quarts de finale au meilleur des 7 matches | Quarts de finale au meilleur des 7 matches | Quarts de finale au meilleur des 7 matches |               |                               | Demi-finales au meilleur des 7 matches | Demi-finales au meilleur des 7 matches | Demi-finales au meilleur des 7 matches |  |  | Finale au meilleur des 7 matches | Finale au meilleur des 7 matches | Finale au meilleur des 7 matches |
|  |                                            |                                            |                                            |               |                               |                                        |                                        |                                        |  |  |                                  |                                  |                                  |
|  | 1                                          | Rapaces de Gap                             | 4                                          |               |                               |                                        |                                        |                                        |  |  |                                  |                                  |                                  |
|  | 8                                          | Étoile noire de Strasbourg                 | 1                                          |               |                               |                                        |                                        |                                        |  |  |                                  |                                  |                                  |
|  | 8                                          | Étoile noire de Strasbourg                 | 1                                          |               | 1                             | Rapaces de Gap                         | 2                                      |                                        |  |  |                                  |                                  |                                  |
|  |                                            |                                            |                                            |               | 1                             | Rapaces de Gap                         | 2                                      |                                        |  |  |                                  |                                  |                                  |
|  |                                            | 5                                          | Dragons de Rouen                           | 4             |                               |                                        |                                        |                                        |  |  |                                  |                                  |                                  |
|  | 4                                          | 5                                          | Dragons de Rouen                           | 4             | Brûleurs de loups de Grenoble | 1                                      |                                        |                                        |  |  |                                  |                                  |                                  |
|  | 4                                          |                                            |                                            |               | Brûleurs de loups de Grenoble | 1                                      |                                        |                                        |  |  |                                  |                                  |                                  |
|  | 5                                          | Dragons de Rouen                           | 4                                          |               |                               |                                        |                                        |                                        |  |  |                                  |                                  |                                  |
|  |                                            |                                            |                                            |               |                               |                                        |                                        |                                        |  |  | 5                                | Dragons de Rouen                 | 4                                |
|  |                                            |                                            | 3                                          | Ducs d'Angers | 0                             |                                        |                                        |                                        |  |  |                                  |                                  |                                  |
|  | 2                                          | Gamyo Épinal                               | 4                                          |               |                               |                                        |                                        |                                        |  |  |                                  |                                  |                                  |
|  | 7                                          | Gothiques d'Amiens                         | 1                                          |               |                               |                                        |                                        |                                        |  |  |                                  |                                  |                                  |
|  | 7                                          | Gothiques d'Amiens                         | 1                                          |               | 2                             | Gamyo Épinal                           | 3                                      |                                        |  |  |                                  |                                  |                                  |
|  |                                            |                                            |                                            |               | 2                             | Gamyo Épinal                           | 3                                      |                                        |  |  |                                  |                                  |                                  |
|  |                                            | 3                                          | Ducs d'Angers                              | 4             |                               |                                        |                                        |                                        |  |  |                                  |                                  |                                  |
|  | 3                                          | 3                                          | Ducs d'Angers                              | 4             | Ducs d'Angers                 | 4                                      |                                        |                                        |  |  |                                  |                                  |                                  |
|  | 3                                          |                                            |                                            |               | Ducs d'Angers                 | 4                                      |                                        |                                        |  |  |                                  |                                  |                                  |
|  | 6                                          | Albatros de Brest                          | 1                                          |               |                               |                                        |                                        |                                        |  |  |                                  |                                  |                                  |

##### Résultats
| 1 | 19 février | Gap        | 9-2 | Strasbourg | - | 2 147 | 0-1 | Match 1 |
| 2 | 20 février | Gap        | 4-1 | Strasbourg | - | 2 113 | 0-2 | Match 2 |
| 3 | 23 février | Strasbourg | 3-5 | Gap        | - | 1 147 | 0-3 | Match 3 |
| 4 | 24 février | Strasbourg | 3-2 | Gap        | - | 1 305 | 1-3 | Match 4 |
| 5 | 27 février | Gap        | 2-1 | Strasbourg | - | 1 859 | 1-4 | Match 5 |

### Coupes

#### Coupe de la Ligue
| Phase de poule : Poule B - Rouen et Strasbourg qualifiés.        | Phase de poule : Poule B - Rouen et Strasbourg qualifiés. | Phase de poule : Poule B - Rouen et Strasbourg qualifiés. | Phase de poule : Poule B - Rouen et Strasbourg qualifiés. | Phase de poule : Poule B - Rouen et Strasbourg qualifiés. | Phase de poule : Poule B - Rouen et Strasbourg qualifiés. | Phase de poule : Poule B - Rouen et Strasbourg qualifiés. | Phase de poule : Poule B - Rouen et Strasbourg qualifiés. | Phase de poule : Poule B - Rouen et Strasbourg qualifiés. | Phase de poule : Poule B - Rouen et Strasbourg qualifiés. | Phase de poule : Poule B - Rouen et Strasbourg qualifiés. |
| #                                                                | Date                                                      | Domicile                                                  | Score                                                     | Extérieur                                                 | Pr./TF                                                    | Affluence                                                 | Bilan                                                     | FM                                                        |                                                           |                                                           |
| ---------------------------------------------------------------- | --------------------------------------------------------- | --------------------------------------------------------- | --------------------------------------------------------- | --------------------------------------------------------- | --------------------------------------------------------- | --------------------------------------------------------- | --------------------------------------------------------- | --------------------------------------------------------- | --------------------------------------------------------- | --------------------------------------------------------- |
| 1                                                                | 8 septembre                                               | Amiens                                                    | 7-6                                                       | Strasbourg                                                |                                                           | -                                                         | 0-1                                                       | J1                                                        |                                                           |                                                           |
| 2                                                                | 12 septembre                                              | Strasbourg                                                | 4-2                                                       | Amiens                                                    |                                                           | -                                                         | 1-1                                                       | J2                                                        |                                                           |                                                           |
| 3                                                                | 15 septembre                                              | Rouen                                                     | 6-3                                                       | Strasbourg                                                |                                                           | 2 214                                                     | 1-2                                                       | J3                                                        |                                                           |                                                           |
| 4                                                                | 22 septembre                                              | Épinal                                                    | 6-4                                                       | Strasbourg                                                |                                                           | 800                                                       | 1-3                                                       | J4                                                        |                                                           |                                                           |
| 5                                                                | 29 septembre                                              | Strasbourg                                                | 7-1                                                       | Épinal                                                    |                                                           | 752                                                       | 2-3                                                       | J5                                                        |                                                           |                                                           |
| 6                                                                | 6 octobre                                                 | Strasbourg                                                | 3-1                                                       | Rouen                                                     |                                                           | 721                                                       | 3-3                                                       | J6                                                        |                                                           |                                                           |
| Quarts de finale : Bordeaux qualifié 10-3 au cumul des 2 matches |                                                           |                                                           |                                                           |                                                           |                                                           |                                                           |                                                           |                                                           |                                                           |                                                           |
| 7                                                                | 20 octobre                                                | Strasbourg                                                | 3-2                                                       | Bordeaux                                                  |                                                           | 1 032                                                     | 4-3                                                       | Q1                                                        |                                                           |                                                           |
| 8                                                                | 10 novembre                                               | Bordeaux                                                  | 8-0                                                       | Strasbourg                                                |                                                           | 2 656                                                     | 4-4                                                       | Q2                                                        |                                                           |                                                           |

#### Coupe de France
| Tour                | Date        | Domicile   | Score | Extérieur  | Pr./TF | Affluence | Bilan | FM   |
| ------------------- | ----------- | ---------- | ----- | ---------- | ------ | --------- | ----- | ---- |
| Seizièmes de finale | 13 octobre  | Mulhouse   | 2-3   | Strasbourg | TF     | 920       | 1-0   | 1/16 |
| Huitièmes de finale | 27 octobre  | Strasbourg | 4-2   | Lyon       |        | 1 042     | 2-0   | 1/8  |
| Quarts de finale    | 17 novembre | Strasbourg | 2-4   | Grenoble   |        | 852       | 2-1   | 1/4  |

## Statistiques

### Statistiques collectives
Pour les significations des abréviations, voir statistiques du hockey sur glace.
| Compétition       | Débute en           | Termine en       | PJ | V  | VP | VF | D  | DP | DF | BP  | BC  | Diff |
| ----------------- | ------------------- | ---------------- | -- | -- | -- | -- | -- | -- | -- | --- | --- | ---- |
| Saison Régulière  | -                   | -                | 26 | 10 | 3  | 0  | 11 | 1  | 1  | 80  | 92  | -12  |
| Plays-offs        | Quarts de finale    | Quarts de finale | 5  | 1  | 0  | 0  | 4  | 0  | 0  | 10  | 22  | -12  |
| Coupe de France   | Seizièmes de finale | Quarts de finale | 3  | 1  | 0  | 1  | 1  | 0  | 0  | 9   | 8   | +1   |
| Coupe de la Ligue | Phase de groupe     | Quarts de finale | 8  | 4  | 0  | 0  | 4  | 0  | 0  | 30  | 33  | -3   |
| Total             | -                   | -                | 42 | 16 | 3  | 1  | 20 | 1  | 1  | 129 | 155 | -26  |

### Statistiques individuelles

#### Joueurs
Pour les significations des abréviations, voir statistiques du hockey sur glace.
| Nom            | Saison Régulière | Saison Régulière | Saison Régulière | Saison Régulière | Saison Régulière | Saison Régulière | Séries éliminatoires | Séries éliminatoires | Séries éliminatoires | Séries éliminatoires | Séries éliminatoires | Séries éliminatoires | Coupe de la Ligue, | Coupe de la Ligue, | Coupe de la Ligue, | Coupe de la Ligue, | Coupe de la Ligue, | Coupe de la Ligue, | Coupe de France | Coupe de France | Coupe de France | Coupe de France | Coupe de France | Coupe de France | Total | Total | Total | Total | Total | Total |
| Nom            | PJ               | B                | A                | Pts              | +/-              | Pun              | PJ                   | B                    | A                    | Pts                  | +/-                  | Pun                  | PJ                 | B                  | A                  | Pts                | +/-                | Pun                | PJ              | B               | A               | Pts             | +/-             | Pun             | PJ    | B     | A     | Pts   | +/-   | Pun   |
| -------------- | ---------------- | ---------------- | ---------------- | ---------------- | ---------------- | ---------------- | -------------------- | -------------------- | -------------------- | -------------------- | -------------------- | -------------------- | ------------------ | ------------------ | ------------------ | ------------------ | ------------------ | ------------------ | --------------- | --------------- | --------------- | --------------- | --------------- | --------------- | ----- | ----- | ----- | ----- | ----- | ----- |
| J. Baeumlin    | 26               | 0                | 3                | 3                | -4               | 4                | 5                    | 1                    | 1                    | 2                    | -4                   | 0                    | 8                  | 0                  | 2                  | 2                  | -1                 | 2                  | 3               | 0               | 0               | 0               | 0               | 0               | 42    | 1     | 6     | 7     | -9    | 6     |
| M. Belov       | 26               | 1                | 1                | 2                | -8               | 2                | 5                    | 0                    | 0                    | 0                    | -4                   | 2                    | 7                  | 0                  | 0                  | 0                  | -1                 | 4                  | 3               | 0               | 0               | 0               | 0               | 0               | 41    | 1     | 1     | 2     | -13   | 8     |
| M. Bruneteau   | 26               | 2                | 4                | 6                | -1               | 14               | 5                    | 0                    | 0                    | 0                    | -6                   | 2                    | 8                  | 0                  | 2                  | 2                  | +3                 | 18                 | 3               | 0               | 0               | 0               | 0               | 2               | 42    | 2     | 6     | 8     | -4    | 36    |
| J. Burgert     | 26               | 8                | 4                | 12               | -12              | 43               | 5                    | 2                    | 0                    | 2                    | -2                   | 2                    | 8                  | 7                  | 2                  | 9                  | -2                 | 30                 | 3               | 0               | 0               | 0               | 0               | 2               | 42    | 17    | 6     | 23    | -16   | 77    |
| T. Chipaux     | 26               | 2                | 4                | 6                | -9               | 28               | 0                    | 0                    | 0                    | 0                    | 0                    | 0                    | 7                  | 0                  | 1                  | 1                  | -3                 | 4                  | 3               | 1               | 0               | 1               | 0               | 0               | 36    | 3     | 5     | 8     | -12   | 32    |
| M. Desplan     | 1                | 0                | 0                | 0                | -1               | 0                | 0                    | 0                    | 0                    | 0                    | 0                    | 0                    | 0                  | 0                  | 0                  | 0                  | 0                  | 0                  | 0               | 0               | 0               | 0               | 0               | 0               | 1     | 0     | 0     | 0     | -1    | 0     |
| J. de Concilys | 25               | 2                | 7                | 9                | -9               | 67               | 5                    | 0                    | 4                    | 4                    | +2                   | 57                   | 4                  | 0                  | 0                  | 0                  | 0                  | 2                  | 2               | 0               | 0               | 0               | 0               | 4               | 36    | 2     | 11    | 13    | -7    | 130   |
| J. Goldberg    | 24               | 6                | 10               | 16               | -3               | 20               | 0                    | 0                    | 0                    | 0                    | 0                    | 0                    | 8                  | 4                  | 5                  | 9                  | +2                 | 2                  | 3               | 2               | 2               | 4               | 0               | 4               | 35    | 12    | 17    | 29    | -1    | 26    |
| A. Goncalves   | 26               | 2                | 4                | 6                | -7               | 20               | 5                    | 1                    | 2                    | 3                    | -2                   | 10                   | 8                  | 1                  | 1                  | 2                  | -2                 | 2                  | 3               | 0               | 0               | 0               | 0               | 2               | 42    | 4     | 7     | 11    | -11   | 34    |
| N. Grabherr    | 22               | 1                | 0                | 1                | -6               | 0                | 5                    | 0                    | 0                    | 0                    | -1                   | 0                    | 4                  | 0                  | 0                  | 0                  | -1                 | 0                  | 3               | 0               | 0               | 0               | 0               | 2               | 34    | 1     | 0     | 1     | -8    | 2     |
| P. Hoehe       | 26               | 3                | 2                | 5                | -5               | 12               | 5                    | 0                    | 0                    | 0                    | -4                   | 2                    | 8                  | 0                  | 0                  | 0                  | -7                 | 8                  | 3               | 0               | 0               | 0               | 0               | 0               | 42    | 3     | 2     | 5     | -16   | 22    |
| M. Leroux      | 2                | 0                | 0                | 0                | -1               | 0                | 4                    | 0                    | 0                    | 0                    | 0                    | 0                    | 0                  | 0                  | 0                  | 0                  | 0                  | 0                  | 0               | 0               | 0               | 0               | 0               | 0               | 6     | 0     | 0     | 0     | -1    | 0     |
| É. Marcos      | 21               | 8                | 11               | 19               | -4               | 10               | 5                    | 0                    | 2                    | 2                    | -6                   | 8                    | 1                  | 0                  | 0                  | 0                  | -1                 | 0                  | 2               | 0               | 0               | 0               | 0               | 0               | 29    | 8     | 13    | 21    | -11   | 18    |
| T. Mathieu     | 26               | 2                | 3                | 5                | -10              | 4                | 5                    | 0                    | 1                    | 1                    | -1                   | 2                    | 8                  | 0                  | 0                  | 0                  | -3                 | 0                  | 3               | 0               | 0               | 0               | 0               | 0               | 42    | 2     | 4     | 6     | -14   | 6     |
| V. Mathieu     | 2                | 0                | 0                | 0                | -2               | 0                | 0                    | 0                    | 0                    | 0                    | 0                    | 0                    | 0                  | 0                  | 0                  | 0                  | 0                  | 0                  | 0               | 0               | 0               | 0               | 0               | 0               | 2     | 0     | 0     | 0     | -2    | 0     |
| V. Michel      | 26               | 4                | 5                | 9                | -5               | 10               | 5                    | 2                    | 2                    | 4                    | -1                   | 2                    | 8                  | 3                  | 1                  | 4                  | +4                 | 4                  | 3               | 0               | 1               | 1               | 0               | 2               | 42    | 9     | 9     | 18    | -2    | 18    |
| C. Morillon    | 9                | 0                | 0                | 0                | -4               | 0                | 4                    | 0                    | 0                    | 0                    | -4                   | 0                    | 4                  | 0                  | 0                  | 0                  | +1                 | 0                  | 2               | 0               | 0               | 0               | 0               | 0               | 19    | 0     | 0     | 0     | -7    | 0     |
| J. Pardavý     | 22               | 10               | 15               | 25               | -4               | 6                | 0                    | 0                    | 0                    | 0                    | 0                    | 0                    | 8                  | 1                  | 14                 | 15                 | +2                 | 8                  | 3               | 2               | 3               | 5               | 0               | 0               | 33    | 13    | 32    | 45    | -2    | 14    |
| M. Petrák      | 26               | 8                | 15               | 23               | -5               | 26               | 5                    | 1                    | 0                    | 1                    | -1                   | 18                   | 8                  | 0                  | 11                 | 11                 | +1                 | 16                 | 3               | 1               | 2               | 3               | 0               | 2               | 42    | 10    | 28    | 38    | -5    | 64    |
| J. Saint-André | 20               | 3                | 2                | 5                | 0                | 51               | 5                    | 2                    | 1                    | 3                    | -2                   | 4                    | 8                  | 2                  | 3                  | 5                  | +3                 | 4                  | 3               | 0               | 1               | 1               | 0               | 6               | 42    | 7     | 7     | 14    | +1    | 65    |
| N. Siegfriedt  | 4                | 0                | 0                | 0                | 0                | 0                | 4                    | 0                    | 0                    | 0                    | 0                    | 0                    | 0                  | 0                  | 0                  | 0                  | 0                  | 0                  | 0               | 0               | 0               | 0               | 0               | 0               | 4     | 0     | 0     | 0     | 0     | 0     |
| D. Stříž       | 22               | 0                | 2                | 2                | -10              | 24               | 5                    | 0                    | 0                    | 0                    | -2                   | 2                    | 8                  | 0                  | 1                  | 1                  | -2                 | 12                 | 3               | 1               | 0               | 1               | 0               | 0               | 42    | 1     | 3     | 4     | -14   | 38    |
| K. Sullivan    | 19               | 5                | 14               | 19               | +3               | 2                | 0                    | 0                    | 0                    | 0                    | 0                    | 0                    | 8                  | 3                  | 3                  | 6                  | +2                 | 0                  | 3               | 0               | 0               | 0               | 0               | 2               | 30    | 8     | 17    | 25    | +5    | 4     |
| J. Suter       | 20               | 1                | 6                | 7                | -9               | 10               | 5                    | 0                    | 3                    | 3                    | +2                   | 8                    | 7                  | 0                  | 0                  | 0                  | +1                 | 18                 | 3               | 0               | 0               | 0               | 0               | 0               | 35    | 1     | 9     | 10    | -6    | 36    |
| S. Trudeau     | 26               | 12               | 20               | 32               | +3               | 10               | 5                    | 1                    | 3                    | 4                    | -4                   | 4                    | 8                  | 9                  | 2                  | 11                 | 0                  | 4                  | 3               | 2               | 4               | 6               | 0               | 2               | 42    | 24    | 29    | 53    | -1    | 20    |

#### Gardiens
Pour les significations des abréviations, voir statistiques du hockey sur glace.
| Nom           | Saison Régulière | Saison Régulière | Saison Régulière | Saison Régulière | Saison Régulière | Saison Régulière | Saison Régulière | Séries éliminatoires | Séries éliminatoires | Séries éliminatoires | Séries éliminatoires | Séries éliminatoires | Séries éliminatoires | Séries éliminatoires | Coupe de la Ligue, | Coupe de la Ligue, | Coupe de la Ligue, | Coupe de la Ligue, | Coupe de la Ligue, | Coupe de la Ligue, | Coupe de la Ligue, | Coupe de France | Coupe de France | Coupe de France | Coupe de France | Coupe de France | Coupe de France | Coupe de France | Total | Total         | Total | Total | Total | Total | Total |
| Nom           | PJ               | Min              | V                | Bl               | BC               | Moy              | % Arr            | PJ                   | Min                  | V                    | Bl                   | BC                   | Moy                  | % Arr                | PJ                 | Min                | V                  | Bl                 | BC                 | Moy                | % Arr              | PJ              | Min             | V               | Bl              | BC              | Moy             | % Arr           | PJ    | Min           | V     | Bl    | BC    | Moy   | % Arr |
| ------------- | ---------------- | ---------------- | ---------------- | ---------------- | ---------------- | ---------------- | ---------------- | -------------------- | -------------------- | -------------------- | -------------------- | -------------------- | -------------------- | -------------------- | ------------------ | ------------------ | ------------------ | ------------------ | ------------------ | ------------------ | ------------------ | --------------- | --------------- | --------------- | --------------- | --------------- | --------------- | --------------- | ----- | ------------- | ----- | ----- | ----- | ----- | ----- |
| V. Hiadlovský | 25               | 1489 min 34 s    | 13               | 1                | 85               | 3,42             | 88,9             | 5                    | 277 min 14 s         | 1                    | 0                    | 20                   | 4,33                 | 90,1                 | 7                  | 248 min 33 s       | 1                  | 0                  | 17                 | 4,10               | 85,5               | 3               | 188 min 17 s    | 2               | 0               | 8               | 1,93            | -               | 40    | 2203 min 38 s | 17    | 1     | 130   | 3,54  | 87,99 |
| B. Goetz      | 3                | 88 min 45 s      | 0                | 0                | 6                | 4,06             | 89,1             | 5                    | 20 min 0 s           | 0                    | 0                    | 2                    | 6,00                 | 75,0                 | 7                  | 229 min 23 s       | 3                  | 0                  | 15                 | 3,92               | 85,7               | 0               | -               | -               | -               | -               | -               | -               | 15    | 338 min 8 s   | 3     | 0     | 23    | 4,08  | 87,08 |